# بيلي أتكينز
بيلي أتكينز (بالإنجليزية: Bill Atkins)‏ هو لاعب كرة قدم أمريكية أمريكي، ولد في 19 نوفمبر 1934 في ميلبورت في الولايات المتحدة، وتوفي في 5 نوفمبر 1991 في إل باسو في الولايات المتحدة.

## وصلات خارجية
- بيلي أتكينز على موقع مرجع كرة القدم المحترفة.كوم (الإنجليزية)